# 西青道下沉隧道
西青道下沉隧道是一条位于中国天津市红桥区的地下交通通道，该下沉隧道下穿天津西站南广场，全长1330米，双向六车道，为一条二类城市交通隧道。

## 链接
- 天津西站